# Ковбой

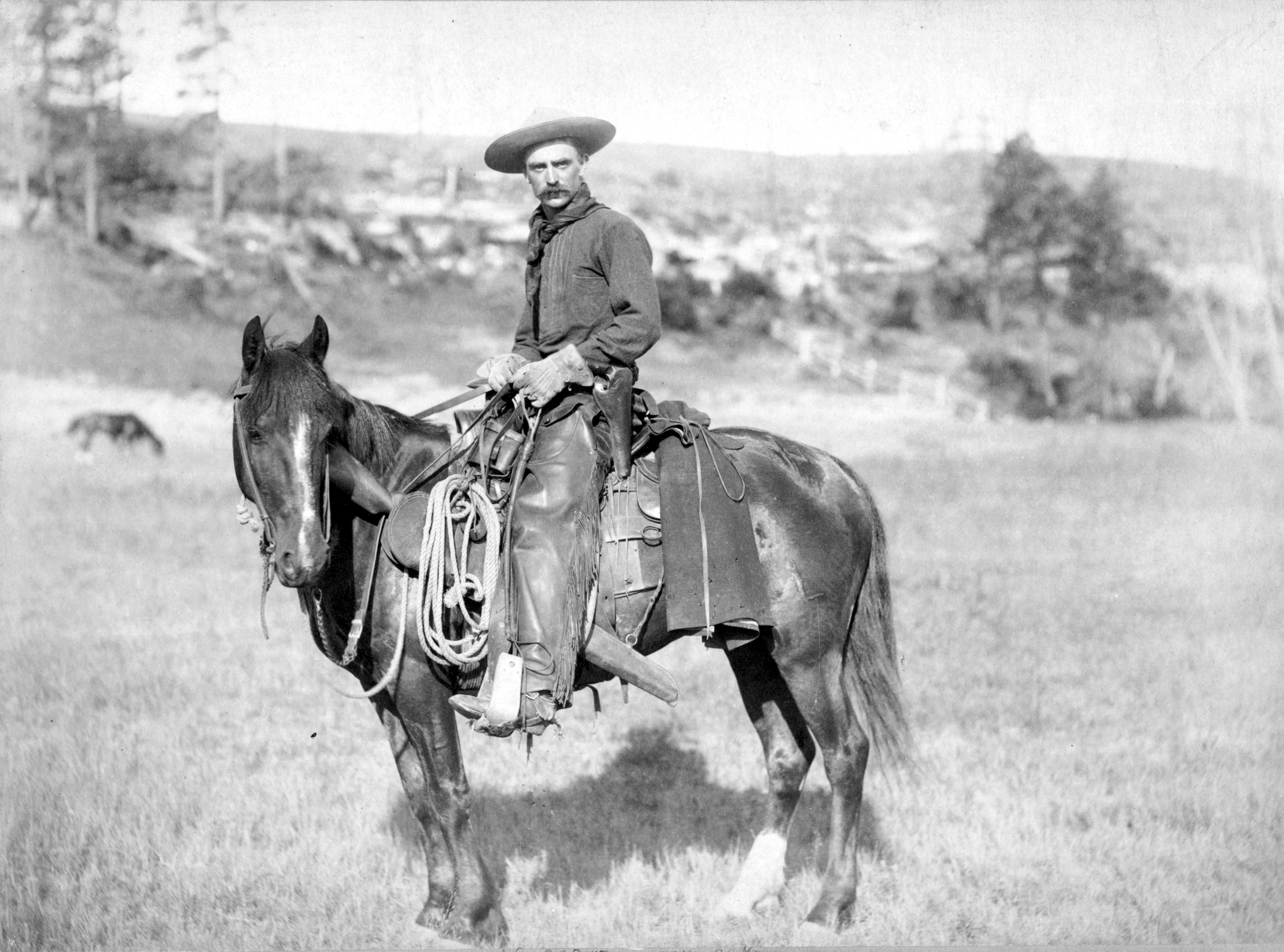
Американский ковбой в 1887 году

Ковбо́й (англ. cowboy, от cow — «корова» и boy — «парень») — название, употреблявшееся на Диком Западе США по отношению к пастухам скота. Благодаря фильмам в жанре вестерн образ ковбоя превратился в стереотип, стойко ассоциирующийся с США.

## История
Культура американских ковбоев имеет истоки в традициях мексиканских вакеро, которые, в свою очередь, унаследованы были последними от конных скотоводов Новой Испании, впервые прибывших в 1687 году в Калифорнию, и затем проникших в Аризону с миссией итальянского иезуита Эусебио Кино, а в 1774 году оказавшихся на территории современных штатов Нью-Мексико и Техас вместе с экспедицией испанского путешественника Хуана Батисты де Анса.
Однако классическая эпоха ковбоев начинается с 1865 года, когда, по окончании Гражданской войны и началу Реконструкции, появилась необходимость согнать в гигантские стада массы одичавших быков, преимущественно на территории Техаса, а затем перегнать их в северные штаты на продажу. Параллельно иногда осуществлялся перегон табунов мустангов, отловленных на границе с Мексикой. Двадцать лет спустя, с развитием железнодорожного сообщения, эта эпоха, по сути своей, закончилась, хотя традиционные занятия ковбои сохраняют и поныне. 
Ковбои работали на ранчо скотопромышленников и занимались объездом примыкающих к ним территорий, а также охраной стад и табунов, поиском отбившихся от стада коров, клеймением молодняка, ремонтом оград и многим другим. Поначалу практически все пастбища на Диком Западе были неогороженными и принадлежавший разным хозяевам скот нередко смешивался и пасся вместе. Поэтому каждый год приходилось производить загон, клеймение и раздел скота. Периодически вспыхивали конфликты между скотоводами, в которых принимали участие отдельные ковбои. Участие в таком загоне требовало от последних немалой сноровки, и именно из ежегодных загонов выросло любимое развлечение ковбоев — родео.
С развитием транспортной инфраструктуры, ковбои уже перегоняли скот из скотоводческих районов до ближайшей железнодорожной станции. Стада гнали по пустынным прериям, в которых всегда можно было наткнуться на индейцев или на белых похитителей скота, а порой и просто бандитов. Во время перегона ковбои обычно окружали своё стадо кольцом и следили за тем, чтобы ни одна корова не отбилась от общей массы. Каждый ковбой при этом менял лошадь по нескольку раз на дню. У большинства ковбоев не было собственных лошадей, они брали их в аренду или пользовались хозяйскими. Ночью во время стоянок они патрулировали по периметру, перекликаясь посредством куплетов, один начинал, другой на противоположной стороне заканчивал. Так родились ковбойские песни, ковбойская поэзия, баллады, а также всевозможные легенды и небылицы, героем многих из которых был легендарный ковбой Пекос Билл.
Заработок ковбоя был невелик, а зимой многие ковбои были вынуждены работать на ранчо просто за еду и крышу над головой. Сравнительно большие деньги ковбои получали лишь за перегон скота. Значительную часть своих денег ковбой тратил на выпивку, причём самым популярным напитком среди ковбоев было пиво, а не виски, как это обычно показывается в вестернах.
Самое интересное начиналось, когда они возвращались с заработанными деньгами. Власти из городков по их маршруту нанимали бандитов для защиты населения от разгулявшихся ковбоев. Помимо шумных «гуляний», ковбои в свободное время устраивали состязания — кто лучше удержится на дикой лошади, на бычке из стада, кто лучше бросает лассо и чья лошадь лучше воспитана. Со временем эти состязания «обросли» правилами, поделились на дисциплины и ближе к середине XX века сформировался вестерн-спорт.
После 1930-х в Америке вошёл в моду ностальгический, прославляющий взгляд на ковбоев. Он нашёл отражение в музыкальном стиле кантри, комиксах, рекламе, одежде, кинематографе (см. Вестерн). Непременными атрибутами ковбоя считаются джинсы, ковбойская шляпа, сапоги, жилетка, клетчатая рубашка на кнопках с двойной кокеткой (western yokes), лассо, револьвер.

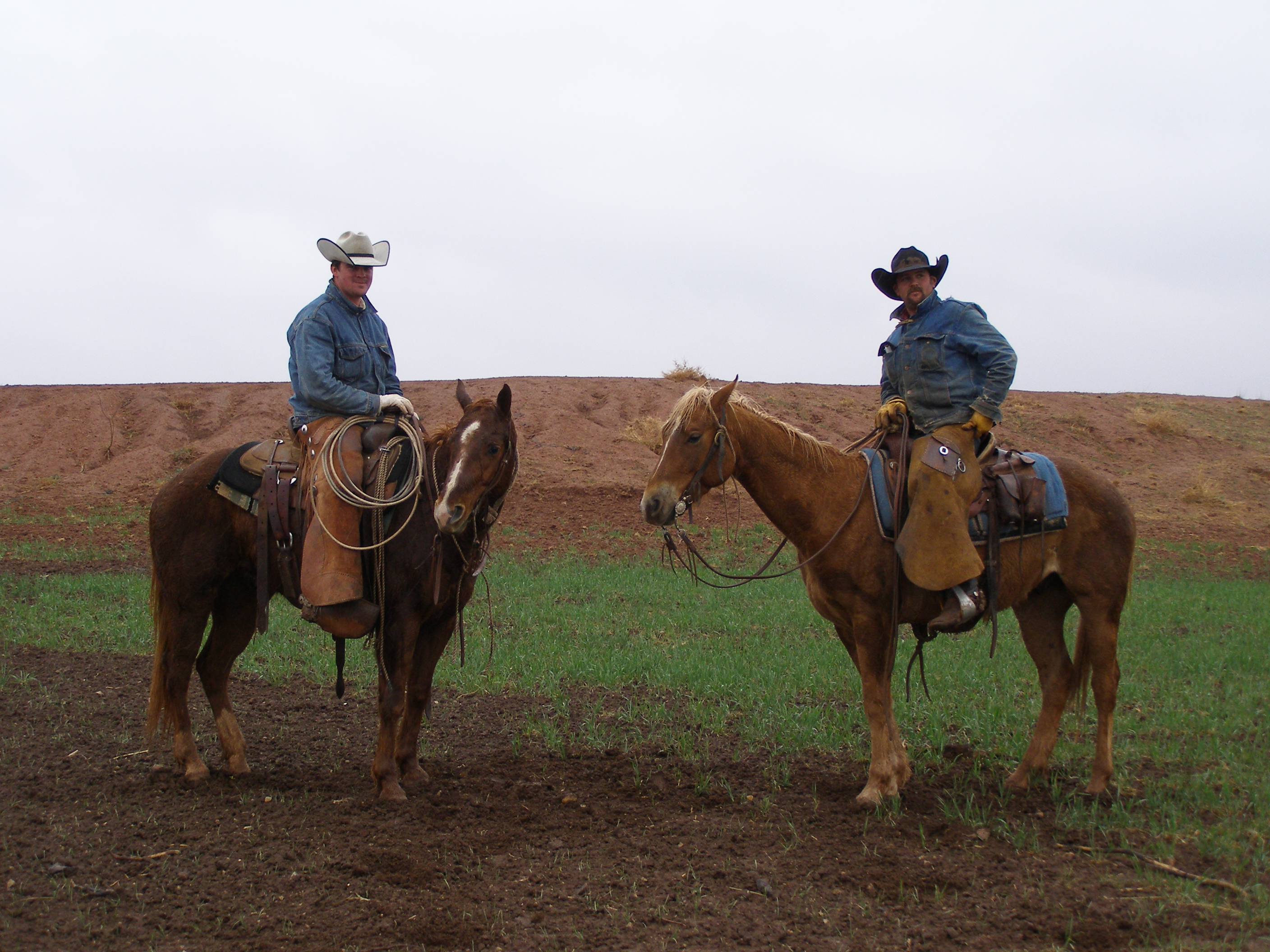
Современные техасские ковбои (США)

Другие названия ковбоев в американском английском включают слова cowpoke, cowhand, cowherd и cowpuncher (ковпанчер). Первое время ковбоями и ковпанчерами называли людей, которые загоняли скот в железнодорожные вагоны и на суда с помощью длинных шестов. Различные названия для ковбоев являлись местными и применялись в зависимости от региона.
Традиционная одежда ковбоев включает широкополые шляпы и кожаные чехлы на ногах для защиты от колючих зарослей (чапы или чаппарахас).
И в наше время настоящих ковбоев, занимающихся разведением крупного рогатого скота и лошадей, можно встретить в США на ранчо. Некоторые из рабочих-ковбоев принимают участие и в соревнованиях — родео. Рабочие ковбойские лошади и рабочие ковбои принимают участие и в соревнованиях на лучшую рабочую лошадь — Versatility Ranch Horse.
Исторически ковбои были и остаются частью американской духовной культуры. Первая ковбойская церковь была организована в городе Уоксахачи, штат Техас. Сейчас[когда?] ковбойское христианское движение объединено в Американскую Ассоциацию ковбойских церквей. На русском языке практически нет исследований о ковбоях-христианах. Эта тема была открыта в 2008 году статьёй американского бюро журнала «Христианин».